# MGM-52 랜스

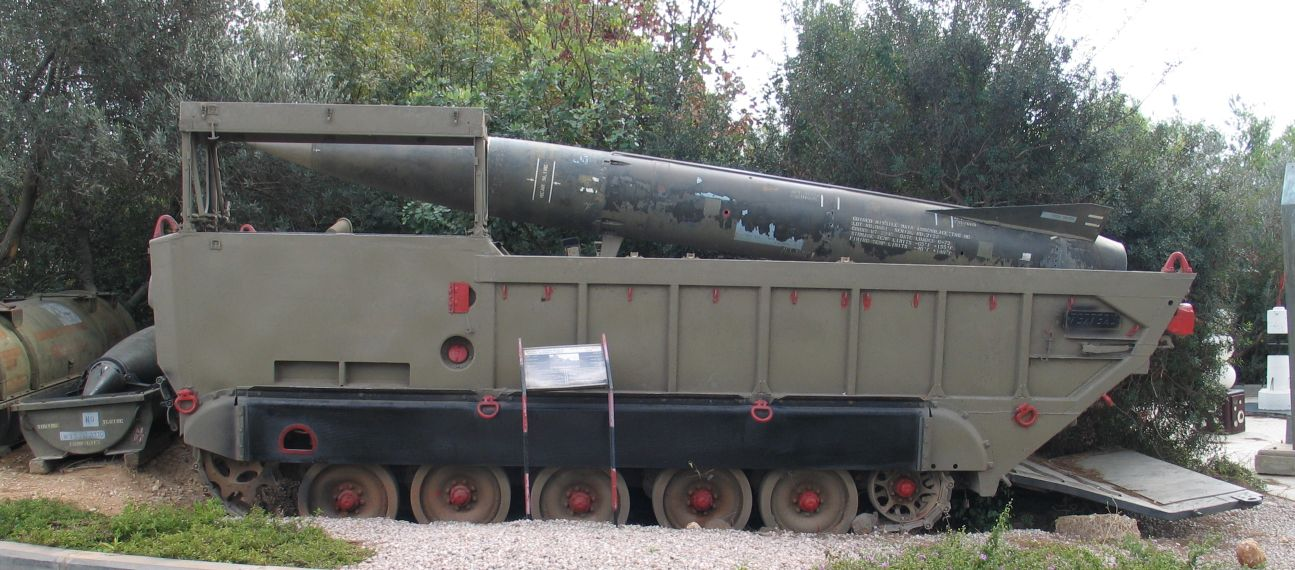
M-752 랜스 미사일 발사대

MGM-52 랜스(Lance) 미사일은 이동식 야전포병 전술 지대지 미사일 시스템이다. W70 핵탄두와 재래식 탄두를 운반하기 위해 미 육군을 위해 개발되었다.
1973년, 랜스 미사일은 MGR-1 어네스트존 시스템과 MGM-29 서전트를 대체하였다.1992년까지 퇴역하였다.
랜스는 W70 핵탄두를 사용한다. W70-3 버전은 강화된 방사능(중성자탄)을 전장에 사용키 위한 최초의 탄두 중 하나이다.
원래 설계에는 화학탄두 옵션이 고려되었으나, 이 개발은 1970년에 취소되었다.
미국은 1970년대에 랜스 핵미사일을 유럽에 배치하였고, 소련은 이에 대응해 사거리 120킬로미터인 소련판 랜스 미사일인 SS-21 핵미사일을 동독에 배치하여 대응하였다.
한국과 미국에서는 현재 랜스 미사일을 대체하여 에이태킴스 미사일을 사용한다.
북한은 2008년 군사 퍼레이드에서 북한판 랜스 미사일인 KN-02 미사일을 선보였다. 소련판 랜스 미사일인 SS-21을 개량한 것이다.

## 성능 및 제원
1978년 4월 25일자 동아일보. 랜스 미사일로 10 킬로톤급 중성자탄을 500피트 상공에서 폭발시킨다. 1400피트 반경까지는 심각한 파괴가 일어나며 수 초만에 죽는다. 2500피트 안에서는 2일 안에 사망한다. 3천피트 안에서는 6일 안에 죽는다. 4천피트 안에서는 수주일 안에 죽는다. 중성자탄은 8인치 곡사포나 155미리 야포로도 발사할 수 있다.
1981년 8월 10일자 경향신문에는 랜스 미사일의 사진과 함께, 중성자탄을 장전해 발사할 수 있다고 보도하였다.
제원
- 종류: 단거리 탄도 미사일
- 실전배치: 1972년 – 1992년
- 제조사: LTV
- 중량: 1,292 kg(2,850 파운드)
- 길이: 20 피트(6 m)
- 직경: 22 인치(559 mm)
- 탄두:
  - W-70 핵탄두 1개: TNT 1 - 100kt, 122 kg (270 lb)
  - 중성자탄
  - 재래식 탄두
- 엔진: 고체 추진제
- 추력: 45,000 lbf
- 속도: 마하 3 이상
- 장전시간: 15분

## 대한민국
랜스 미사일은 어네스트 존과 서전트 미사일보다 사거리가 길고 정확하며 조작인원은 6명으로 절반이다. 62년에 착안했고, 65년부터 개발, 72년에 실험을 완료했다. 군단급 지원용이다.
미국 국방부 대변인은 1976년 2월 5일 미국이 한국에 배치한 어네스트 존과 서전트 미사일을 랜스 미사일로 교체중이라는 보도를 사실이 아니라고 부인했다.
1978년 3월 4일 팀스피리트 78 훈련을 위해 랜스 미사일 부대가 C-141 수송기를 통해 오산 기지에 도착했다. 박정희 대통령은 팀스피리트 78 훈련을 참관했으며, 한미 양국 장병을 격려하면서 랜스 미사일 등 장비도 살펴보았다.
1978년 3월 10일 일본의 교도통신은 한국이 미국에 랜스 미사일의 제공을 비밀리에 요청했다는 정보가 강하게 나돌고 있다고 보도했다.
소련 관영 타스통신은 1978년 3월 13일 한미 양국의 핵야망이라는 논평기사에서, 미국이 곧 랜스 지대지 핵미사일을 한국에 넘겨줄 것으로 예상된다고 크게 보도했다.
경향신문은 1981년 8월 12일자에서, 중성자탄 한국배치 가능성이란 큰 제목으로, 한국에 중성자탄을 장착한 랜스 미사일이 배치될 수 있다고 보도하였다.
랜스 미사일은 1986년 11월 주한 미8군 사령부가 랜스 포대의 배치 계획을 발표하였고, 이듬해 2월에 배치됨으로써 극동 지방에서는 처음으로 도입되었다.
1991년 9월 28일, 미국의 부시 대통령은 모든 지상발사전술핵무기를 폐기한다고 선언하였다. 노태우 대통령은 이를 환영하였고, 북한이 핵무기 개발을 포기할 것을 촉구하였다. 1992년 7월, 미국은 모든 전술 핵무기의 철수를 완료했다고 발표하였다.
2008년 북한은 군사 퍼레이드에서 SS-21을 개량한 KN-02 미사일을 선보였다.

## 같이 보기
- 랜스 미사일 - 1970년대를 풍미한 미국의 단거리 핵미사일. 유럽과 한반도에서 공산권을 크게 자극했다.
- SS-21 - 소련은 드디어 1981년에 소련판 랜스 미사일을 실전배치했다.
- 플루톤 미사일 - 프랑스판 랜스 미사일.
- KN-02 미사일 - 북한은 2006년 퍼레이드에서 북한판 랜스 미사일을 선보였다.
- 에이태킴스 미사일 - 랜스 미사일을 대체한 미국 육군의 단거리 탄도미사일.
- LORA - 이스라엘판 에이태킴스 미사일.
- 하데스 미사일 - 프랑스판 에이태킴스 미사일.